# Pachyschistochila subimmersa
Pachyschistochila subimmersa là một loài rêu tản trong họ Schistochilaceae. Loài này được (J.J. Engel & R.M. Schust.) R.M. Schust. & J.J. Engel miêu tả khoa học lần đầu tiên năm 1982.